# Bernard A. Maguire
Pour les articles homonymes, voir Maguire.
Bernard A. Maguire, né le 11 février 1818 et mort le 26 avril 1886, est un prêtre catholique jésuite irlando-américain, président de l'Université de Georgetown à deux reprises. Irlandais de naissance, il émigre aux États-Unis à six ans avec sa famille, qui s'installe au Maryland.
Son premier mandat en tant que président de l'Université de Georgetown, de 1852 à 1858, est caractérisée par une période de croissance significative, marquée par l'expansion des infrastructures, l'augmentation de la population étudiante et la restructuration académique. Après avoir quitté ses fonctions en 1858, Maguire se consacre à un ministère pastoral et missionnaire actif, acquérant une réputation de prédicateur éloquent. Au lendemain de la guerre de Sécession, il est rappelé à la présidence, en 1866, et son second mandat, jusqu'en 1870, est consacré à la reconstruction et à la revitalisation de l'institution, avec la création de la faculté de droit. Après avoir quitté la présidence, Maguire reprend son travail missionnaire à travers les États-Unis. Bernard A. Maguire meurt à Philadelphie en 1886.

## Enfance et Jeunesse
Bernard A. Maguire naît à Edgeworthstown, dans le Comté de Longford en Irlande. En 1824, alors âgé de six ans, il émigre aux États-Unis avec sa famille, qui s'établit à proximité de Frederick, dans le Maryland, où son père participe à la construction du Chesapeake and Ohio Canal. C'est ainsi que, durant cette période, Bernard A. Maguire rencontre le Père John McElroy, un prêtre catholique qui visite régulièrement les ouvriers. Reconnaissant les capacités intellectuelles de l'enfant et souhaitant encourager les vocations sacerdotales, McElroy encourage son éducation en vue d'une telle vocation. Par conséquent, il l'inscrit au Saint John's College de Frederick, institution jésuite dont il assure la présidence. Parmi les professeurs de Maguire figure Virgil Horace Barber. Grâce à son travail, Maguire se distingue par son excellence académique au sein de cette institution et se classe régulièrement en tête de sa promotion aux côtés d'Enoch Louis Lowe. De plus, leurs aptitudes oratoires sont également remarquées lors de déclamations publiques.

## Formation et début de carrière

### Formation sacerdotale
Le 20 septembre 1837, Bernard A. Maguire intègre la Compagnie de Jésus et se rend au noviciat jésuite de Frederick, sous la supervision de Francis Dzierozynski. Il commence alors des études supérieures à l'Université de Georgetown, où il se consacre à la rhétorique de 1839 à 1840, puis à la philosophie de 1840 à 1841. Pendant cette période, il occupe également le poste de préfet de l'université. Son parcours à Georgetown est temporairement interrompu durant l'année universitaire 1842-1843, lorsqu'il enseigne les mathématiques et assume les fonctions de préfet au Saint John's College. Il supervise également la bibliothèque et le musée de l'établissement. Par la suite, Maguire retourne à Georgetown, où il enseigne la grammaire, les mathématiques et le français. Pour l'année universitaire 1845-1846, il décide d'abandonner l'enseignement de la grammaire afin de retrouver son rôle de préfet.

### Catéchiste

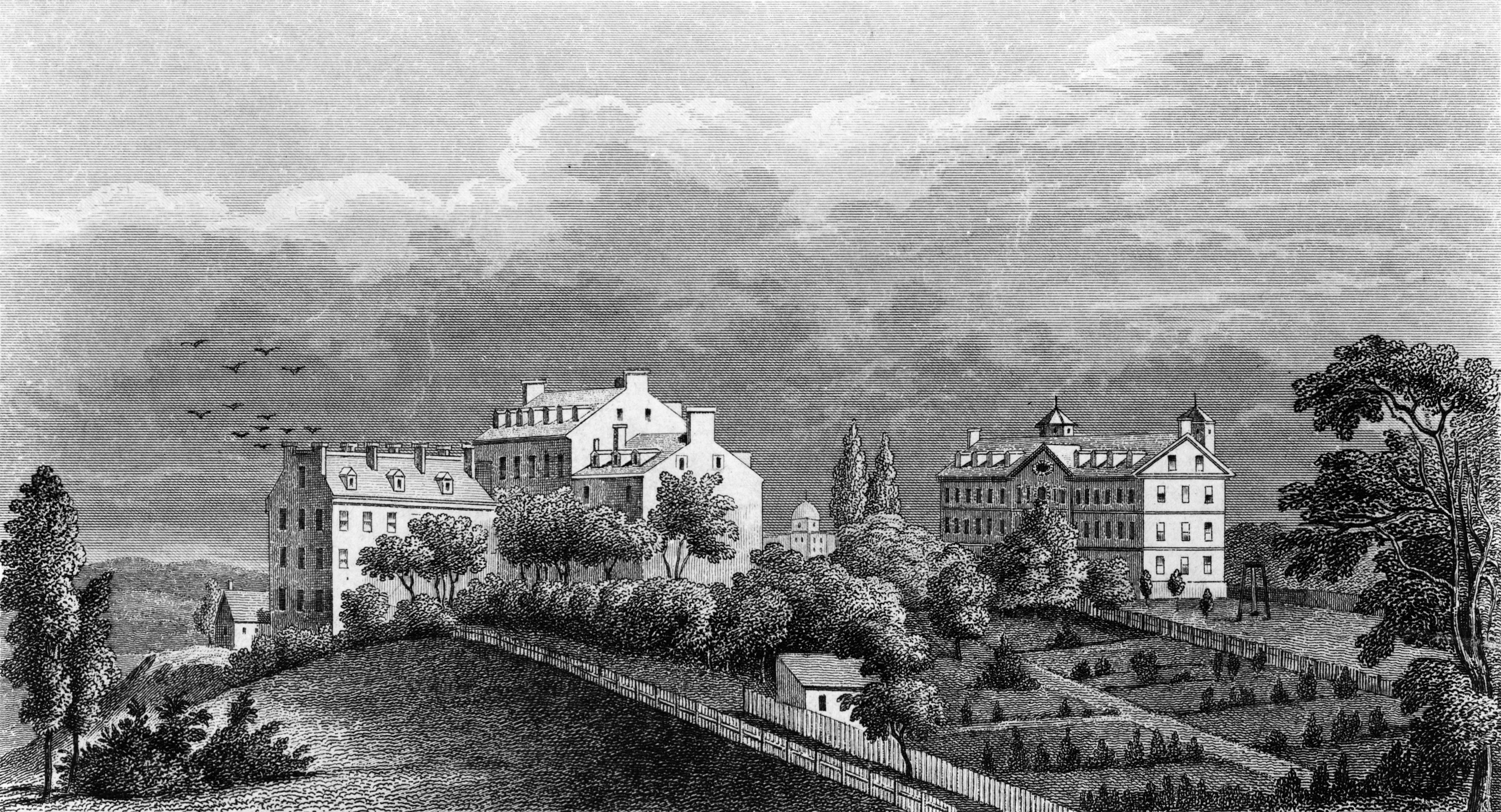
Gravure représentant l'Université de Georgetown, c. 1850.

En 1846, Bernard A. Maguire entame sa formation théologique en vue de la prêtrise. Cependant, il interrompt ses études durant l'année universitaire 1849-1850 pour enseigner le catéchisme aux étudiants de l'Université Georgetown. À cette époque, un soulèvement éclate parmi les étudiants, provoqué par un différend entre la Philodemic Society et le préfet de l'université concernant les horaires autorisés pour les réunions du club. Alors que les tensions s'intensifient, le préfet, Burchard Villiger, prend la décision d'expulser trois étudiants, ce qui suscite un tollé au sein du corps étudiant. Quarante autres étudiants quittent l'université et s'installent dans des hôtels à Washington pour manifester leur solidarité. Ils envoient ensuite une lettre au préfet, dans laquelle ils demandent à être réadmis sans sanction et réclament le remplacement du préfet.

### Préfet
À la suite de la couverture médiatique de cette confrontation par les journaux locaux, Maguire rencontre les étudiants pour les convaincre de revenir pacifiquement. Finalement, ceux-ci acceptent de rentrer sans condition et présentent des excuses. Dans le même temps, Villiger démissionne de son poste de préfet, et Maguire est désigné pour le remplacer. Le 27 septembre 1851, il est ordonné prêtre par John McGill, évêque de Richmond.

## Premier mandat de président de Georgetown

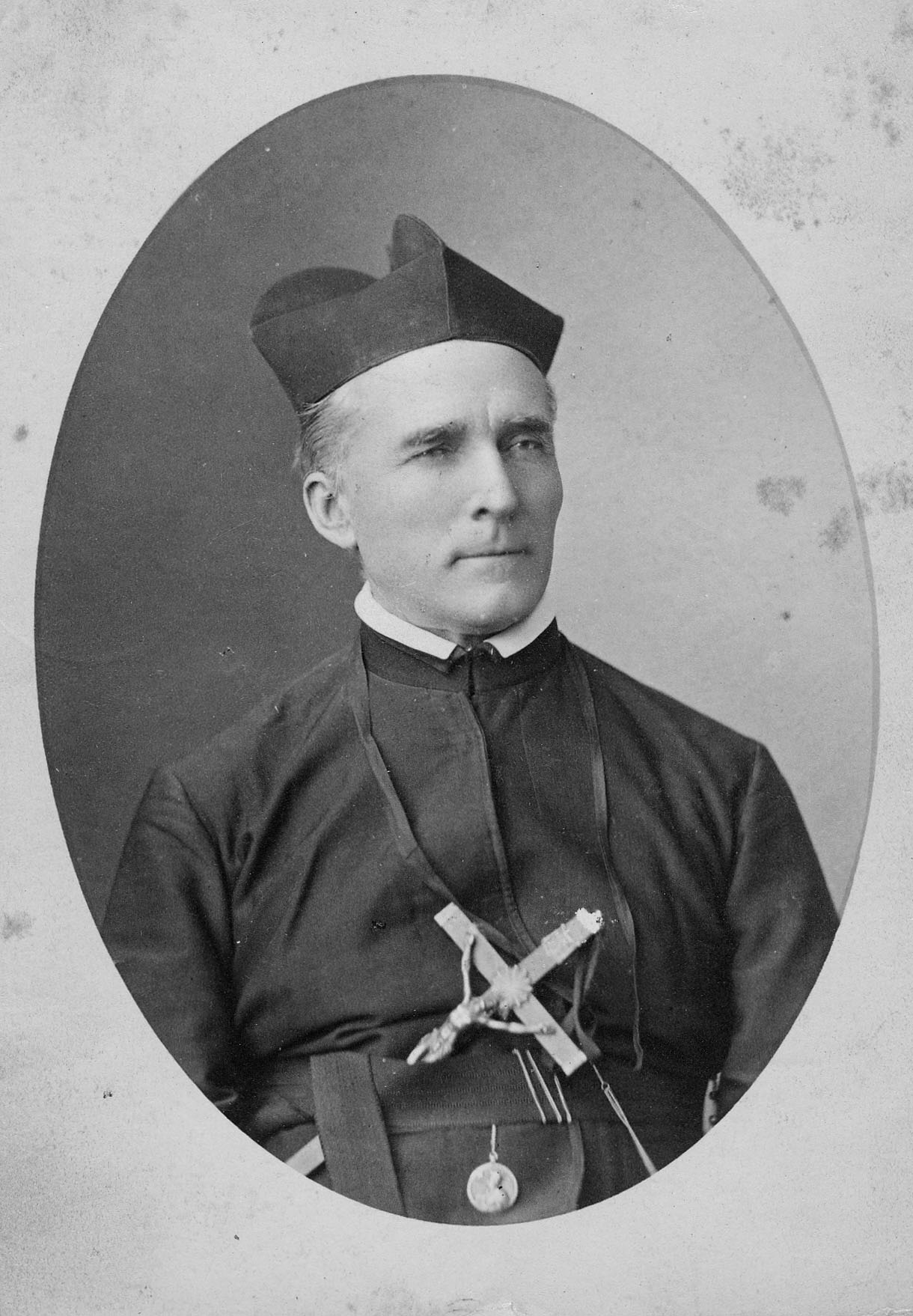
Bernard A. Maguire, c. 1886.

Durant son Troisième An, de 1851 à 1852, sous la supervision de Felix Cicaterri, Bernard A. Maguire est élu en décembre 1852 pour succéder à Charles H. Stonestreet en tant que président de l'université de Georgetown. Peu après, le supérieur général des jésuites confirme cette élection par le conseil d'administration. Maguire prend officiellement ses fonctions le 25 janvier 1853. En tant que président, il jouit de l'estime des étudiants, malgré sa réputation de sévérité. Toutefois, certains d'entre eux expriment leur mécontentement face à l'imposition de la discipline par le préfet et au refus de Maguire de fermer les yeux sur ces questions. Cela conduit à un nouvel soulèvement, au cours duquel des étudiants jettent des pierres et des encriers pour briser les fenêtres de l'établissement. La rébellion est rapidement réprimée après une conférence au petit-déjeuner le lendemain matin, où Maguire appelle au sens de l'honneur des étudiants. À la suite de cet incident, six étudiants sont expulsés.
Maguire encourage les associations dramatiques et littéraires parmi les étudiants. En avril 1853, l'université a l'honneur d'accueillir l'intellectuel catholique Orestes Brownson, et la cérémonie de remise des diplômes de 1854 est marquée par la présence de Franklin Pierce, président des États-Unis. Le 6 décembre 1854, un incendie détruit le hangar où travaillent le tailleur et le cordonnier. Alerté par les flammes, le vice-président de l'université réveille d'autres personnes, ce qui permet d'empêcher la propagation du feu aux autres bâtiments.
Malgré la construction de nouveaux bâtiments, l'augmentation significative du nombre d'étudiants a contraint l'université de Georgetown à rechercher des locaux supplémentaires. Bernard A. Maguire s'efforce donc de construire un nouvel édifice, mais ces projets sont compromis par la panique de 1857. Cette crise rend également difficile pour l'université d'embaucher un nombre suffisant de professeurs. L'historien Robert Emmett Curran estime que le mandat de Maguire a été globalement un succès. Le 5 octobre 1858, son mandat prend fin, et il est remplacé par John Early.

### Division préparatoire
Sous la présidence de Bernard A. Maguire, l'université connaît plusieurs améliorations notables. En 1851, la division préparatoire, qui devient plus tard la Georgetown Preparatory School, est séparée du Georgetown College. Cette décision vise à réduire l'influence négative des étudiants plus âgés sur les plus jeunes et à encourager les étudiants plus âgés à s'inscrire dans la division de l'enseignement supérieur. En 1852, des logements distincts sont créés pour les étudiants plus jeunes, suivis en 1856 par l'institution d'un calendrier académique séparé. Ces mesures s'avèrent efficaces, entraînant une augmentation significative du nombre d'étudiants en âge d'accéder à l'université.
La construction d'un bâtiment distinct pour la division préparatoire débute en juin 1854. Ce nouvel édifice de cinq étages relie les deux bâtiments situés à l'est et à l'ouest et comprend une salle de jeux, des salles de classe, une salle d'étude et un dortoir. Bien qu'il soit plus modeste que prévu à l'origine, le bâtiment préparatoire coûte 20 000 dollars. Achevé au début de 1855, l'édifice est équipé de lampes à gaz, qui remplace les anciennes lampes à huile. Par la suite, ce bâtiment est rebaptisé Maguire Hall.

## Carrière ecclésiastique
Après sa première présidence à Georgetown, Bernard A. Maguire est nommé pasteur de l'église Saint-Joseph à Baltimore en 1858. Au cours de cette première expérience pastorale, il se forge une réputation d'orateur talentueux. En 1859, il est transféré à l'église Saint-Louis de Washington, où sa renommée en tant que prédicateur ne cesse de croître. Ses sermons convainquent de nombreux protestants de se convertir au Catholicisme. À la fin de l'année 1864, Bernard A. Maguire quitte l'église Saint-Louis pour s'installer à Frederick, dans le Maryland. De là, il exerce son ministère en tant que missionnaire et parcourt tout le Maryland et la Virginie. Ce travail missionnaire entraîne également un nombre significatif de conversions au catholicisme.

## Second mandat de président de Georgetown

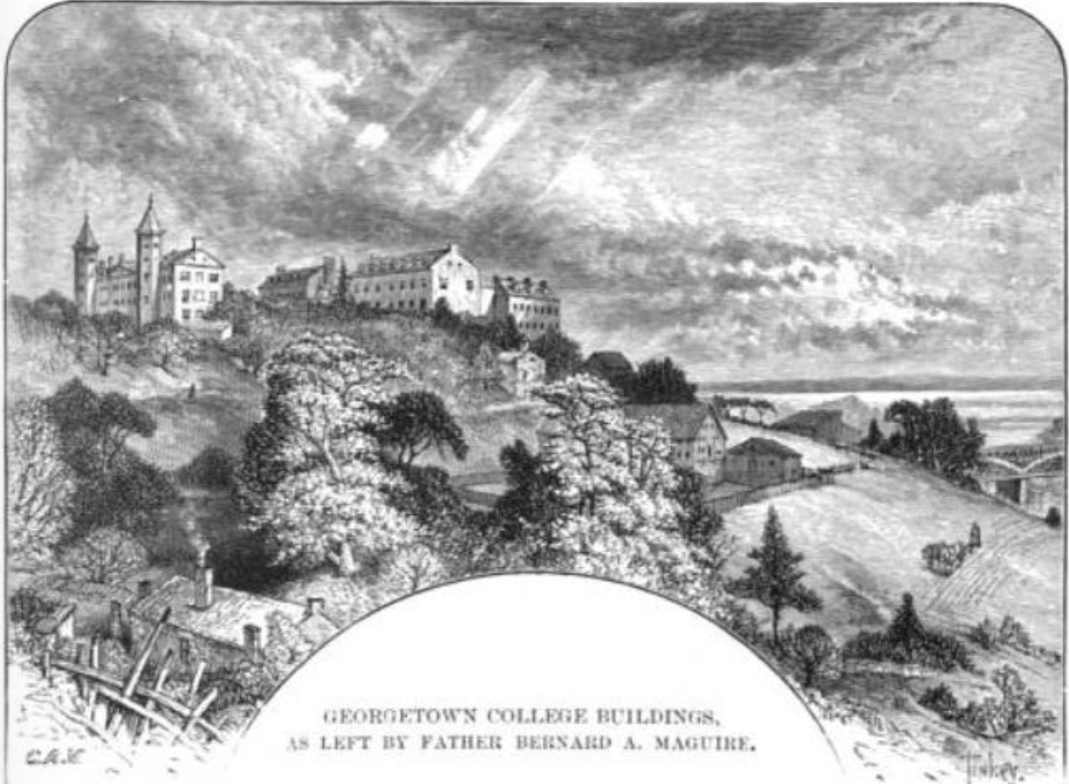
L'Université de Georgetown en 1858.

Bernard A. Maguire devient président de l'université de Georgetown pour la deuxième fois le 1er janvier 1866, succédant à John Early. Il prend ses fonctions dans le contexte de l'après-guerre civile américaine, alors que les inscriptions à l'université ont chuté de manière drastique pendant le conflit. En effet, entre 1859 et 1861, le nombre d'étudiants est passé de 313 à seulement 17. Cette baisse des inscriptions plonge l'université dans une situation financière précaire. Cependant, à la fin de son mandat, le nombre d'étudiants commence à rebondir. Le campus de Georgetown a également souffert pendant la guerre ; Maguire déclare sur ce point que le conflit a « presque ruiné » l'institution. Dès la fin de l'année universitaire 1866, en juillet, il ordonne des travaux de réparation et d'agrandissement sur les bâtiments endommagés, qui avaient été utilisés comme casernes et hôpitaux militaires par l'Union Army. En seulement trois mois, les travaux sont achevés. Pour symboliser l'unité nationale d'après-guerre, Maguire adopte les couleurs des armées de l'Union et des États confédérés, le bleu et le gris, comme couleurs officielles de l'école.

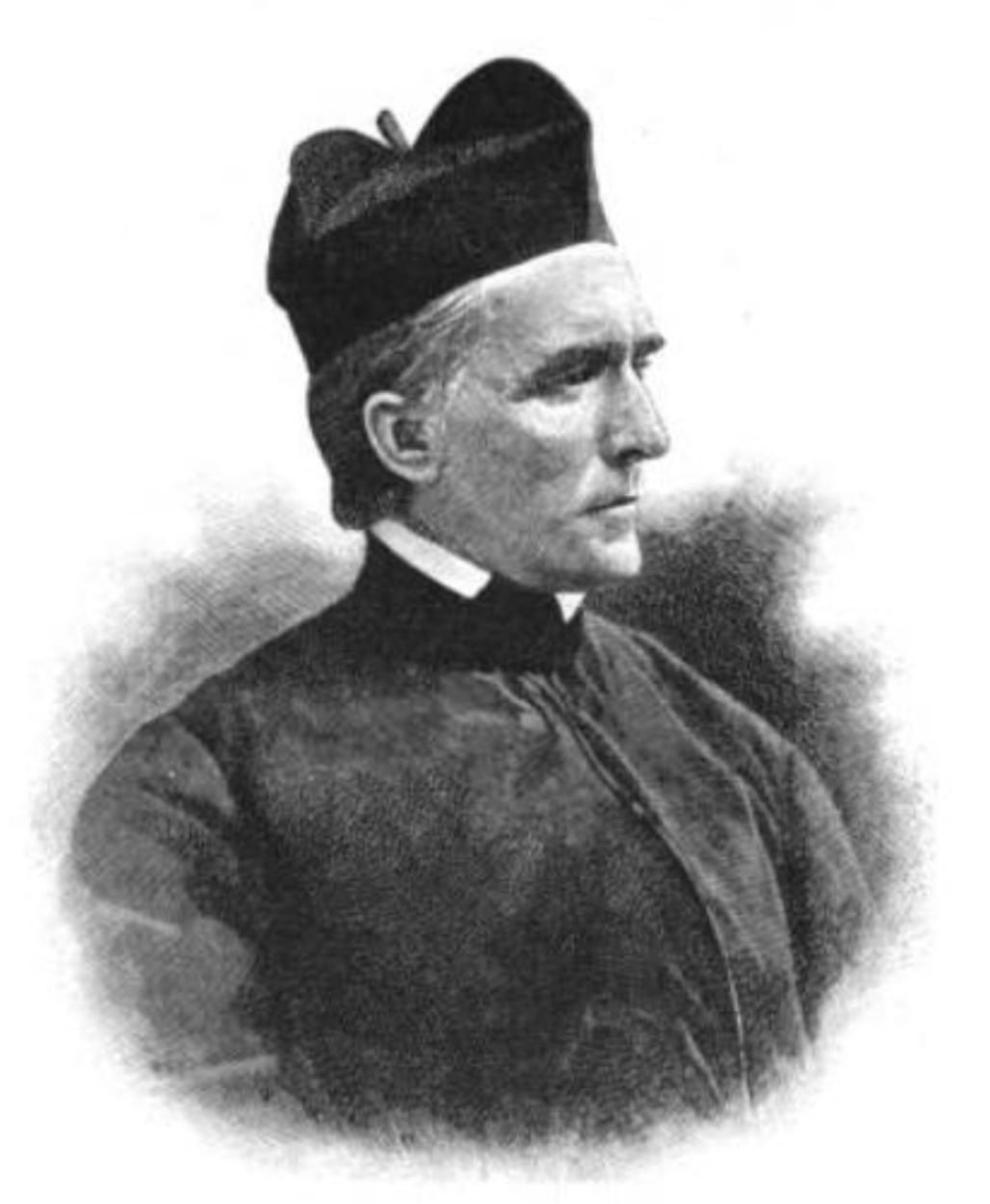
Portrait de Bernard A. Maguire, c. 1886

Les discussions relatives à l'établissement d'une faculté de droit à Georgetown prennent leur essor sous la présidence de John Early, mais elles sont rapidement suspendues en raison des tumultes de la guerre civile. À l'initiative de Patrick F. Healy, qui devient plus tard président de l'université, ces échanges reprennent et se concrétisent davantage en 1869. En mars 1870, le conseil d'administration de l'université donne finalement son approbation à la création de la faculté de droit de Georgetown. Maguire aspire à ce que cette nouvelle faculté soit plus étroitement intégrée au sein de l'université que la faculté de médecine, qui opérait en grande partie de manière autonome. Il sélectionne les six premiers membres du corps professoral et annonce la création de la faculté de droit lors de la cérémonie de remise des diplômes en juin 1870. Les premiers cours de cette nouvelle faculté débutent en octobre de la même année.
Le président Ulysses S. Grant assiste à la cérémonie de remise des diplômes en 1869. Au cours de cette même année, le scolasticat jésuite, chargé de former les jésuites à leur vocation religieuse, est transféré de Georgetown à Woodstock, dans le Maryland, devenant ainsi le Woodstock College. Entre-temps, la santé de Bernard A. Maguire commence à se détériorer, ce qui pousse le nouveau supérieur provincial, Joseph Keller, à envisager des successeurs potentiels en consultation avec les autorités jésuites à Rome. En juillet 1870, le mandat de Maguire prend fin, et John Early est de nouveau désigné pour lui succéder.

## Les dernières années
Après avoir achevé son second mandat à la présidence de l'université, Maguire retourne à l'église Saint-Louis en tant que pasteur, où il prêche régulièrement jusqu'à sa retraite en mai 1875. Par la suite, il reprend son engagement missionnaire et se rend au Canada et à San Francisco pour partager son message. Cependant, en 1884, il se voit contraint de démissionner de ces fonctions, sa santé ne lui permettant plus de poursuivre son ministère.
En avril 1886, Bernard A. Maguire dirige une retraite le dimanche de la Passion à l'église Saint-Joseph de Philadelphie, en Pennsylvanie, après avoir animé un triduum pour hommes à la Basilique de l'Assomption de Baltimore. Au cours du troisième jour de cette retraite, il tombe malade et est rapidement transporté à l'hôpital Saint-Joseph, où il reçoit les derniers sacrements. Il meurt le 26 avril 1886. Sa messe de requiem est célébrée à l'église Saint-Aloysius de Washington, et il est inhumé au cimetière de la communauté jésuite de l'université de Georgetown.